# Titanichthys
Titanichthys agassizi
Famille
Genre
Espèce
Synonymes
- † Brontichthys

Titanichthys est un genre éteint de grands placodermes de l'ordre des arthrodires. Il est connu dans les sédiments du Dévonien supérieur (il y a environ entre 372,2 et 358,9 millions d'années), où il a été découvert en différents points du globe, dans les schistes de Cleveland dans l'Ohio (États-Unis), dans le sud du Maroc et probablement en Pologne.
L'espèce type est Titanichthys agassizi. C'est le seul genre de la famille des Titanichthyidae.

## Étymologie
Le nom Titanichthys veut dire « poisson titanesque » car sa taille était de 8 mètres de long.

## Description

### Plaques osseuses
Comme Dunkleosteus, Titanichthys possédait des plaques osseuses sur le crâne, qui avaient un rôle aussi offensif que défensif. Son crâne atteignait une taille d'un mètre de long. Ses dents étaient également formées à partir de plaques osseuses, contrairement à celles des gnathostomes plus avancés.

### Nageoires
Ses nageoires pectorales étaient hypertrophiées, tandis que ses nageoires pelviennes étaient atrophiées. Il ne possédait qu'une seule nageoire dorsale.

## Mode de vie
Contrairement aux autres placodermes comme le géant Dunkleosteus, Titanichthys possédait des plaques buccales réduites. Cela amène à penser qu'il se nourrissait de petits poissons et de zooplancton de type krill qu'il attrapait par filtration, en avalant l'eau, puis en fermant sa bouche pour permettre à l'eau, mais pas au zooplancton, de sortir, comme le font les baleines actuelles.